# Xabier Eskurza
Xabier Eskurza García, né le 17 janvier 1970 à Valle de Trápaga (Pays basque), est un footballeur espagnol qui jouait au poste de milieu de terrain.

## Biographie
Xabier Eskurza est issu du centre de formation de l'Athletic Bilbao. Il débute en équipe première lors de la saison 1989-1990. Il parvient à s'imposer au sein de l'Athletic Bilbao avec qui il joue jusqu'en 1994.
En 1994, Eskurza est recruté par le FC Barcelone alors entraîné par Johan Cruijff. Il ne reste qu'une saison au Barça où il joue peu. 
En 1995, il signe avec Valence CF où il joue jusqu'en 1997.
En 1997, il rejoint le RCD Majorque, puis en 1998 le Real Oviedo où il met un terme à sa carrière en 2000. Il a effectué toute sa carrière de joueur dans des clubs de première division.
Eskurza obtient ensuite son brevet d'entraîneur mais il n'exerce pas cette profession car il préfère fonder une entreprise de conseil pour les sportifs.

## Palmarès
Avec le FC Barcelone :
- Vainqueur de la Supercoupe d'Espagne en 1994